# نژادپرستی در ایران
نژادپرستی یا تبعیض نژادی در ایران به علت عدم آگاهی‌بخشی، باعث ایجاد تبعیض گسترده در شکل برده‌داری مدرن یا نادیده گرفتن سایر گروه‌ها از سوی حکومت و جامعه در ایران شده‌است. نگاه‌های برتری‌جویانه در آثار برخی از نویسندگان ایرانی، دیده شده‌است.
بر اساس اعلامیهٔ جهانی حقوق بشر سازمان ملل متحد، دولت‌ها باید اقدامات مقتضی را انجام دهند تا در صورت امکان، افراد متعلق به اقلیت‌ها، فرصت کافی برای یادگیری زبان مادری خود یا آموزش به زبان مادری خود را داشته باشند، و بتوانند در اماکن خصوصی و عمومی بدون هیچ محدودیت یا تبعیضی از آن استفاده کنند. در این مقاله سیاست‌های دولت ایران در قبال زبان‌های محلی مورد بررسی قرار گرفته‌است.
نژادپرستی در تعریف قدیمی آن مبتنی بر فرض نابرابری جنس بشر از لحاظ بیولوژیک است و نتیجه آن، نسبت دادن پیشرفت یا عقب ماندگی ملت‌ها به خصوصیات ژنتیکی که غیرقابل تغییر هستند، است. اما با تحقیقات و مطالعات زیست‌شناسی و مردم‌شناسی جدید، تفاوت‌های بیولوژیکی از نظر برتری یا ذات متفاوت از دیدگاه علم رد و به تدریج مفهوم نژاد در جهان علم بی‌اعتبار شد.
نژادپرستی به صورت کلی به معنای اعتقاد بر این است که رفتارهای شخص، ناشی از ویژگی‌های ارثی و ثابتی است که در آن فرد از پیوندگیری خود با زمینه‌های نژادی‌اش تأثیر گرفته و سپس هر یک از این صفات متمایز در رابطه با برتر یا پست‌تر دانستن او ارزش‌گذاری شود، این نگاه خود دلیل تفکری اجتماعی است که در آن گروهی از افراد برتر از دیگران دانسته می‌شوند که خود نتیجهٔ برآشفتگی‌های اجتماعی، اقتصادی و سیاسی زیادی می‌تواند باشد و قدرت را در دست گروه‌هایی خاص قرار می‌دهد و در عین حال دیگران را از آن محروم می‌کند. و از نظر نژادی به اعمال این تبعیض‌ها نسبت به ایرانیان آفریقایی‌تبار و مردم عرب ظهور پیدا کرده‌است.

## زمینه‌ها و گرایش‌ها

### تأثیر آلمان

حزب سومکا که با الهام از حزب ناسیونال سوسیالیست کارگران آلمان در سال ۱۳۳۱ شکل گرفت، استراتژی ضد انگلیسی و ضد کمونیستی داشت اما ضمن اعلام موجودیت به تبلیغات ضدیهودی، ضد عربی و ضداسلامی هم می‌پرداخت.

ایرانیان از برتری گروه خود به عنوان آریایی نسبت به غیر ایرانی‌ها و غیر آریایی‌ها معتقد بوده‌اند، اما شیوهٔ مراجعه و درآمیختن مفهوم آریایی که با شیفتگی شدید «جنون آریاگری» که در اواخر قرن نوزدهم در اروپا آغاز شده بود و با جهان‌بینی نازی‌ها بر پایهٔ نژادپرستی علمی استوار بود اشتراک ندارد. با شکست آلمان در جنگ جهانی اول، گرایش‌های تند ملی‌گرایانه با گرایش فاشیستی در آلمان شکل گرفت و با تأسیس حزب ناسیونال سوسیالیسم آلمان به رهبری آدولف هیتلر این حزب تبلیغ می‌کرد که آلمانی‌های اصیل از نژاد آریایی و همان نژاد برتر هستند. در همین زمان در ایران ایدهٔ «میراث ایران باستان» و سرچشمه‌های اصیل ملت ایران توسط حکومت پهلوی تبلیغ می‌شد. وزارت تبلیغات آلمان نازی به رهبری یوزف گوبلس‏ در تلاش بود نظریات برتری نژادی و عقاید ضد سامی را در ایران تبلیغ کند. از طرفی دیگر ایران برای افسران گشتاپو فرصتی بود که می‌توانستند از آن به عنوان پایگاهی در خاورمیانه برای تحریک علیه یهودیان و انگلیس استفاده کنند.
اروین اتل، سفیر آلمان در ایران، با سازماندهی یک شبکهٔ تبلیغاتی خبررسانی و تبلیغ دربارهٔ ظهور امام زمان و رهایی جهان به دست او متمرکز شد. تبلیغات آلمان نازی در تلاش برای گسترش باورهای برتری نژادی و عقاید ضدسامی در ایران بود، رادیو برلین تبلیغ می‌کرد که آلمانی‌ها و ایرانیان از یک نژاد هستند و باید در جبهه‌ای متحد علیه استعمار مبارزه کنند. در این زمان بسیاری از مردم بر این باور بودند که آلمانی‌ها یا اهالی قوم «ژرمن» در اصل اهل استان کرمان بوده‌اند، همچنین برخی از ملایان شیعه تبلیغ می‌کردند که هیتلر پنهانی اسلام آورده و برای «اعتلای کلمهٔ حق» با روس و انگلیس مبارزه می‌کند. این در حالی بود که نظریه‌پردازان اصلی ناسیونال سوسیالیسم همانند آلفرد روزنبرگ بر این باور بودند که ایرانیان امروزی با نژاد آریایی هیچ ارتباطی ندارند، اما در عین حال بهره‌گیری از عواطف ایرانیان را برای پیشرفت مقاصد خود سودمند می‌دیدند.
رادیو برلین از ائتلاف میان «آریایی‌های شمال» و «ملت زرتشت» سخن به میان آورده‌است و هیتلر را همچون امام دوازدهم شیعیان معرفی کرده‌است. در این دوران شخصی به نام سیف آزاد با دریافت پول از یوزف گوبلس، وزارت تبلیغات رایش سوم در دوران نازی‌ها، نشریهٔ ایران باستان را در برلین چاپ و در ایران پخش می‌کرد تا تئوری نژاد آریایی را در ایران جا بیندازد و در دوران بعد از جنگ جهانی دوم، همچنان گروهایی مثل سومکا، حزب پان ایرانیست و داوود منشی‌زاده در ادامهٔ این روند نقش ایفا می‌کردند.

### رقابت در خلیج فارس

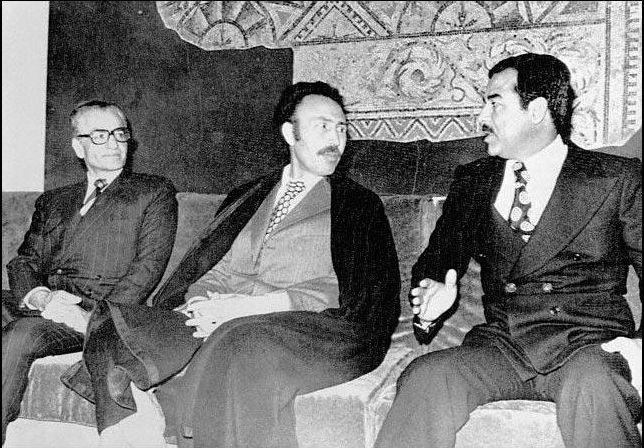
محمدرضا پهلوی، شاه ایران، و صدام حسین، معاون رئیس‌جمهور عراق، هنگام امضای عهدنامه ۱۹۷۵ الجزایر

جغرافیای سیاسی منطقهٔ خلیج فارس در دوران معاصر تحت تأثیر یک مثلث درگیری بین سه کشور ایران، عربستان و عراق است که در آن هر یک از این کشورها دیگری را خطری بالقوه برای خود می‌بیند. به نوشتهٔ فرد هالیدی، این درگیری‌ها کمتر به تاریخ یا جغرافیا یا مداخلات خارجی یا روابط این کشورها با یکدیگر مربوط است و بیشتر برخاسته از سیاست داخلی معاصر خود این کشورهاست. او روی دو عاملِ مدرنِ دولت‌سازی و ظهور ناسیونالیسم دست می‌گذارد و از غریبه بودن ایرانیان با عرب‌ها و بی‌اطلاعی از وضع یکدیگر با وجود همجواری سخن می‌گوید. حفیظ ملک نیز با هالیدی موافق است که دلیل این دعوا را نمی‌توان در قالب اختلاف دینی شیعه–سنی بررسی کرد، اما بر خلاف هالیدی دلیلش را در نزاع میان عرب-پارسی می‌جوید.

### جنبش ملی‌گرایی ایرانی
میرزا فتحعلی آخوندزاده از پایه‌گذاران ملی‌گرایی ایرانی، «۱۲۸۰ سال نکبت» را که با ورود سرزدهٔ «اعراب گرسنهٔ پابرهنه» رخ داده مورد سرزنش قرار می‌داد، و تمام ضعف‌ها را نتیجهٔ اعراب و اسلام می‌دانست. از این نظر اعراب عامل اصلی نابودی شکوه ایران بودند و ساکنانش را از موهبت داشتن آزادی و تمدن جهان محروم کرده و پادشاهی آنان را به سمت استبداد سوق داده بودند. به عقیدهٔ او این خود اعراب نبودند که سقوط ایران را رقم زدند، بلکه صرفاً تخم زوال را در ایران کاشتند. از این تخم‌ها، دو گروه روییند که وظیفهٔ روزانهٔ نابودی ایران باستان به نمایندگی از اعراب را بر عهده گرفتند: مستبدان و علما.
اندیشه‌های آخوندزاده توسط شاگردش میرزا آقاخان کرمانی دوباره احیا و با شدتی بیشتر در قالب کتاب‌های سه مکتوب و صد خطابه به چاپ رسید. کرمانی همانند آخوندزاده تلاش می‌کرد یک ایدئولوژی ملی‌گرایانهٔ جذاب و ساده ارائه بدهد با این تفاوت که نسبت به او تعریف دقیق‌تری از جامعهٔ ملی ایران با استفاده از اصطلاحات زبانی و نژادی ارائه کرد. ایده‌های شرق‌گرایانه و نژادگرایانهٔ اروپایی که پیشتر توسط آخوندزاده ارائه شده بود از طرف کرمانی هم دنبال شد. چند صفحهٔ اول کتاب سه مکتوب چیزی جز بازنویسی مکتوبات آخوندزاده نیست و سپس او تلاش می‌کند که تخیلات خودش دربارهٔ دستاوردهای ایران باستان را ارائه دهد. او به طرزی غیرعلمی و غیرمنطقی ادعا می‌کرد که وسعت ایران در دوران شکوهش به حدی بود که خورشید نمی‌توانست در عرض یک روز خود را از یک ساحل به ساحل دیگرش برساند. از سویی دیگر نظریات او دربارهٔ فروپاشی ایران همانند آخوندزاده به وضوح اعراب و اسلام را نشانه گرفته بود. او سعی کرده انتقادی روشمند از اسلام ارائه دهد ولی تأکیدش روی نفرت از اعراب توأم با فحاشی است و در کتاب سه مکتوب که در قالب یک تحقیق طولانی ارائه شده بیان می‌کند که اعراب از ته دل نسبت به ایرانیان خصومت دارند.

## انواع
نژادپرستی در شکل کلاسیک آن مبتنی بر فرض نابرابری جنس بشر از لحاظ بیولوژیک است و نتیجه آن، نسبت دادن پیشرفت یا عقب‌ماندگی ملت‌ها به خصوصیات ژنتیکی غیرقابل تغییر است. اما با تحقیقات و مطالعات زیست‌شناسی و مردم‌شناسی جدید، تفاوت‌های بیولوژیکی و نظرات پیرامون آن و به تدریج مفهوم نژاد در جهان علم بی‌اعتبار شد. اگرچه چنین نگاهی همچنان در میان مردم جوامع مختلف طرفدار دارد اما مفهوم نژاد هیچ مبنای ژنتیکی و علمی ندارد. نژادپرستی به صورت کلی به معنای اعتقاد بر این است که رفتارهای شخص ناشی از ویژگی‌های ارثی و ثابتی است که در آن فرد از پیوندگیری خود با زمینه‌های نژادی‌اش تأثیر گرفته و سپس هر یک از این صفات متمایز در رابطه با برتر یا پست‌تر دانستن او ارزش‌گذاری شود، این نگاه خود دلالت بر ساختی اجتماعی دارد که در آن گروهی از افراد برتر از دیگران دانسته می‌شوند که خود نتیجهٔ عوامل اجتماعی، اقتصادی و سیاسی می‌تواند باشد و قدرت را در دست گروه‌هایی خاص قرار می‌دهد و در عین حال دیگران را از آن محروم می‌کند.

### عرب‌ستیزی
رضا ضیا ابراهیمی پژوهشگر و نویسندهٔ ایرانی، نفرت شدید از اعراب در متن‌های ملی‌گرایانهٔ ایران را ناشی از بینش نژادپرستانهٔ تاریخ ایرانی در سده ۱۹ دانسته‌است که در آن تاریخ روش تاریخ‌نگاری مبتنی بر نژاد بوسیلهٔ ایدئولوژی‌های ملی‌گرای ایرانی به‌طور انتخابی وارد ایران شد و از این طریق ملی‌گرایان توانستند که ضعف ایران را از نظر از بین رفتن خلوص نژادی قابل توجیه سازند. مهرداد درویش‌پور، جامعه‌شناس، بیان می‌کند که دلیل شکست تاریخی ایرانیان در حمله ایران و اعراب عامل این نوع از نژادپرستی است و آن را برابر با نژادپرستی معکوس می‌داند که این شکست تاریخی خود زمینه‌ساز ایجاد حس تحقیر در میان ایرانیان شده‌است و از این طریق فرد سعی دارد که مقبولیت تاریخی‌اش را این گونه جبران کند. این جامعه‌شناس دلیل دیگر را گسترش ملی‌گرایی به عنوان عاملی در برابر اسلام‌گرایی و حکومت اسلامی را عامل گسترش چنین نژادپرستی می‌داند.
در ایران عبارات «عرب ملخ خور»، «سوسمارخور»، «شیر شتر خور» به عنوان تحقیر مورد استفاده قرار می‌گیرد و این کلیشه اغلب با خاطرهٔ از دست دادن تمدن و نابودی آن توسط اعراب که به عنوان بیابانگرد و بی‌فرهنگ معرفی می‌شوند به کار گرفته می‌شود.
رژیم غذایی عشایر عرب توسط شاعران و نویسندگان دورهٔ میانی فارسی ذکر شده‌است و بعدها در اواخر دورهٔ قاجار به عنوان بخشی از پروپاگاندای ملی‌گرایانه علیه اعراب تا اواخر قرن بیستم مورد استفاده قرار گرفته‌است. محققان و ادبای ایرانی در دوران قاجار و سپس پهلوی «عرب» و «ملخ‌خواری» را با هم همسان می‌گرفتند و به جامعه القا می‌کردند و ضرب‌المثل «عرب در بیابان ملخ می‌خورد /سگ اصفهان آب یخ می‌خورد» تحت تأثیر چنین زمینه‌ای بیان شده‌است.
در جریان تظاهرات مسالمت‌آمیز در ناآرامی‌های ۱۳۸۴ اهواز که در اعتراض به استقرار اقوام فارس در شهرک‌های انحصاری که به منظور انجام تغییرات جمعیتی و نژادپرستی سیستمی صورت می‌گرفت، فردی به نام علی بترانی در جریان این اعتراضات بازداشت شد، اما سه روز بعد جسد بی‌جان‌اش در رودخانهٔ کارون در حالی پیدا شد که آثار از بین رفتن چندین اندام داخلی و چشم‌اش دیده می‌شد که نشان از شکنجهٔ شدید او بود. در حالی که مقامات ایران کشته‌شدگان این اعتراضات را ۳ تا ۴ نفر عنوان می‌کردند، دیده‌بان حقوق بشر از کشته شدن حداقل ۵۰ نفر در جریان این اعتراضات خبر می‌داد.

### تبعیض علیه آفریقایی‌تباران

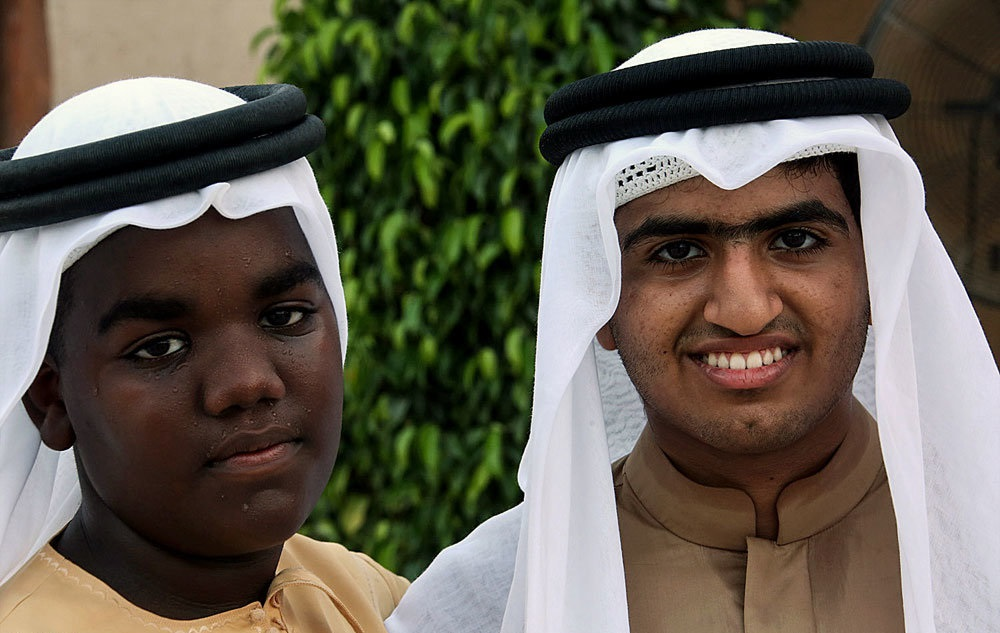
بومیان ایرانی آفریقایی‌تبار در خانه مردمشناسی بومیان جزیرهٔ کیش

در سال ۲۰۰۸ م. خبرگزاری برنا، رسانهٔ نزدیک به رئیس‌جمهور وقت، محمود احمدی‌نژاد، باراک اوباما رئیس‌جمهوری ایالات متحده آمریکا را یک «بردهٔ خانگی» خواند و پس از انتخاب شدن اوباما، روزنامهٔ جمهوری اسلامی نزدیک به رهبر جمهوری اسلامی و سرویس‌های اطلاعاتی از اوباما به عنوان یک «مهاجر سیاه‌پوست» یاد کرد و در همین زمان هفته نامهٔ سپاه پاسداران، صبح صادق اعلام کرد که «یک فرد سیاه برمی‌خیزد تا سیاهی را از آمریکا بزداید» و سپس به انتقاد از وی برای انتخاب یک رئیس ستاد یهودی پرداخت.
تبعیض نژادی علیه بازیکنان سیاه‌پوست معمولا در ایران ثبت نمی‌شوند، اما در یک نمونه استفادهٔ فیروز کریمی سرمربی باشگاه فوتبال پیکان از واژهٔ «آدم‌خوار» برای بازیکن رنگی‌پوست فجر سپاسی در حالی که این بازیکن به آرامی به کریمی نزدیک شد و سعی داشت با او دست بدهد، اما کریمی به تندی و با خشونت به زیر دست او کوبید و در جهت دیگری حرکت کرد با انتقادهای گسترده در رسانه‌ها خبری و شبکه‌های اجتماعی در ایران روبرو شد.
به دلیل نگاه قومیتی در ایران در طول تاریخ، معمولاً مردان سفیدپوست می‌توانستند با زنان سیاه‌پوست ازدواج کنند اما برعکس این اتفاق نمی‌افتاده‌است، این در حالی است که اختلاف نژادی در دراز مدت موانع دیگری را ایجاد کرده‌است و مانع پیشرفت اقتصادی و اجتماعی فرزندان ایرانیان آفریقایی‌تبار در ایران شده‌است. برای مثال در منطقهٔ روستایی بوتی واقع در جنوب بلوچستان، به نظر می‌رسد که ایرانیان آفریقایی‌تبار بی‌سواد بوده‌اند و فرزندان غلامان فاقد تحصیلات بوده‌اند و در این میان تنها در سال ۱۹۶۶ م. برای اولین‌بار دو یا سه نفر از این کودکان به مدرسه فرستاده شده‌اند. در ایران نمونه‌ها و نگاه‌هایی نژادپرستانه که ریشه در دیدگاه سنتی داشته‌اند در اواخر قرن بیستم به تدریج اهمیت خود را از دست داده‌است.

##### حاجی فیروز

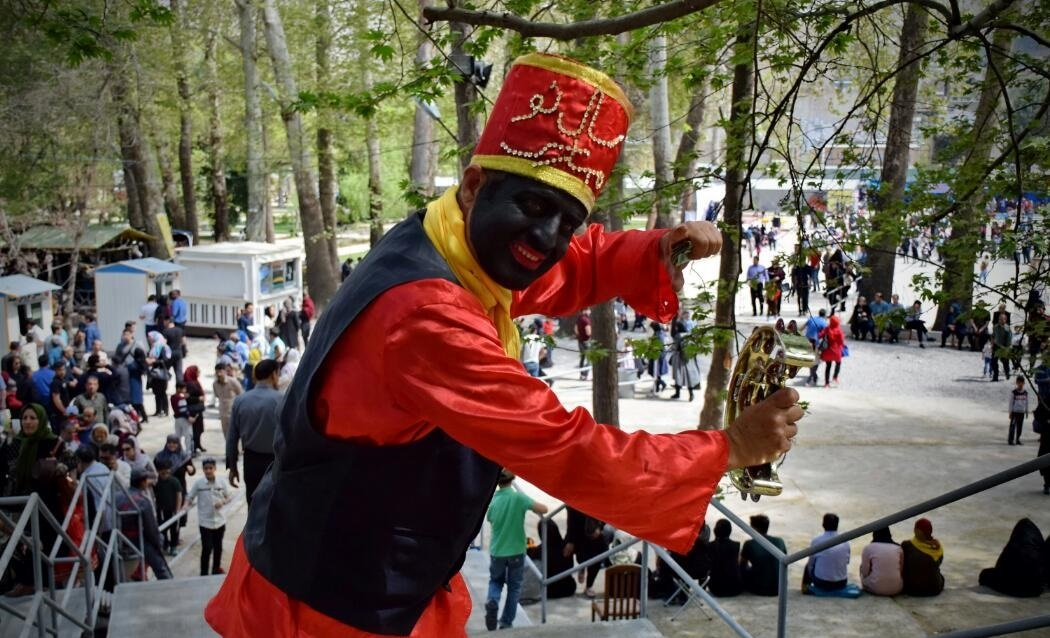
حاجی فیروز

حاجی فیروز یا خواجه پیروز شخصیتی سیاه‌پوست است که برخی مورخان در ایران، از جمله مهرداد بهار آن را به سمبل‌های ایران باستان مرتبط دانسته‌اند. در مقابل، بر باور افرادی چون بیتا بقولی‌زاده چنین تئوری‌هائی بیانگر نگاه مثبت افراد آکادمیک به این مسئله است و افرادی چون جعفر شهری بر این باورند که حاجی فیروز پدیده‌ای جدید و معاصر در جشن‌های نوروزی است که یک بردهٔ سیاه‌پوست را در خدمت ارباب ایرانی نشان می‌دهد. بر باور او این نوع شخصیت همخوان با ترانه‌های نوروزی است که حاجی فیروز در آن ارباب خود را مخاطب قرار داده و او را تشویق می‌کند که سر خود را بالا آورده و خوشحال باشد.
ارباب خودم، سرتو بالا کن
ارباب خودم، خودتو نگاه کن
ارباب خودم، بزبز قندی
ارباب خودم، چرا نمی‌خندی
حاجی فیروزم، سالی یک روزم!
— حاجی فیروز
آنجلیتا ریِس، استاد دانشگاه ایالتی آریزونا، با بررسی تاریخ، هنرهای تجسمی و نظریه‌های مختلف دربارهٔ نژاد، جنسیت، طبقه اجتماعی و نمایش‌های کارناوالی، ریشه‌های حاجی فیروز را ملغمه‌ای از رسومات پیش از اسلام ایران، برده‌داری جهانی در اقیانوس هند، و فراز و نشیب حضور آفریقاییان در ایران می‌داند. اگرچه حاجی فیروز خود منکر نژادزده بودن است ولی آنجلیتا ریس «نقاب از واقعیت او برمی‌کشد». او در مقاله‌اش به این شعر هیچ‌کس نیز اشاره می‌کند:

در نوروز ۱۴۰۰، شهرداری تهران استفاده از حاجی فیروز با صورت سیاه را در برنامه‌های نوروزی ممنوع کرد.

### افغان‌ستیزی
افغان‌ها در ایران از اینکه تحت تبعیض و نژادپرستی قرار دارند شکوه دارند و مواجهه با نژادپرستی جوامع میزبان را یکی از دردناک‌ترین تجربه‌هایشان می‌دانند. به عنوان مثال، به گفتهٔ مهتاب، زن هزارهٔ شیعه‌ای که شوهری ایرانی دارد و بیست سال در ایران زندگی کرده، وقتی ایرانیان از او می‌پرسیده‌اند اهل کجاست و او پاسخشان را می‌داده از او روی می‌گردانده‌اند و دیگر با او صحبت نمی‌کردند و حتی گاهی حرف‌های رنجش‌آور دربارهٔ افغان‌ها و قاتل بودنشان به زبان می‌آوردند. با وجود نژادپرستی‌ها، برخی افغان‌ها ماندن در ایران را به برگشتن به افغانستان ترجیح می‌دهند. مریم ساکن مشهد، ضمن مقایسهٔ خودش با علی بن موسی الرضا که هر دو مهاجر و غریب بوده‌اند، به مشهد احساس تعلق خاطر دارد.
محسن نیکومنش‌فرد، نویسندهٔ ایرانی رمان از هرات تا تهران، ضمن اذعان به وجود تبعیض و افغان‌ستیزی در ایران هم در میان مردم و هم در قوانین کشور، مطمئن نیست این پدیده نژادپرستی باشد و آن را بیشتر بیگانه‌ستیزی می‌داند. با این حال چندین روزنامه‌نگار از جمله امیر سلطان‌زاده، زهرا نادر، یا شاهد علوی رفتار ایرانیان در قبال افغان‌ها را نژادپرستی خوانده‌اند. صادق زیباکلام، استاد بازنشستهٔ علوم سیاسی دانشگاه تهران، هیچ اصطلاحی را درست‌تر و کامل از نژادپرستی برای رفتار ایرانیان در برابر افغان‌ها نمی‌داند.
در فروردین ۱۳۹۱ شهرداری اصفهان در روز سیزده‌بدر اجازهٔ ورود افغان‌ها به پارک صفه را نداد و دلیل آن را «ایجاد امنیت و تأمین رفاه بازدید کننده‌ها» اعلام کرد. مهرداد درویش‌پور، جامعه‌شناس ایرانی-سوئدی، این اقدام را نژادپرستانه خواند و گفت «فکر نمی‌کنم هیچ گروه پناهنده یا مهاجر دیگری در هیچ جای دنیا با شرایطی مواجه باشند که مهاجران افغان در ایران دارند» چرا که محدودیت‌هایی که ممکن است در سایر کشورها علیه مهاجران یا پناهندگان اعمال شود در چارچوب قانون است.
طبق یک نظرسنجی با نمونه ۱۱۲۸ نفر که در زمستان سال ۱۳۹۸ در سطح مناطق ۲۲ گانه تهران با همکاری شهرداری تهران و وزارت فرهنگ و ارشاد اسلامی انجام شد، ۴۳ درصد از پاسخگویان معتقد بودند افغانستانی‌ها از نژادی متفاوت با ایرانیان هستند و ۲۸ درصد هم ازدواج میان ایرانی‌ها و افغانستانی‌ها را باعث آلودگی نژاد ایرانی دانسته‌اند.

### اقلیت‌های قومی
مطالعات نابرابری قومی و ستم نژادی در ایران، وجود نژادپرستی قومی در ایران را مطرح می‌کند. دیدبان حقوق بشر کسب اطلاع و تأیید اخبار دربارهٔ نقض حقوق بشر در مورد اقلیت‌های قومی در ایران را دشوار توصیف کرده‌است، برخلاف رویهٔ معمول گروه‌های حامی بین‌المللی وضعیت اقلیت‌های قومی در جهان، این گروه‌ها وضعیت این اقلیت‌ها در ایران را دنبال نمی‌کنند، دسترسی به بسیاری از مناطقی که شامل اقلیت‌ها می‌شود دشوار است و رسانه‌های ایران گزارشی در مورد تبعیض قومی ارائه نمی‌دهند. ایران در تاریخ ۲۸ اوت ۱۹۶۸ م. مادهٔ ۵ از کنوانسیون بین‌المللی سازمان ملل در مورد رفع انواع تبعیض نژادی را به امضاء رساند، این ماده دولت‌ها را ملزم به رعایت تساوی در برابر قانون می‌کند و مادهٔ ۶ آن، کشورها را ملزم به چاره اندیشی برای هرگونه اعمال تبعیض نژادی که موجب نقض حقوق بشر و آزادی‌های بنیادی مغایر با این کنوانسیون شود می‌کند. سازمان ملل متحد در سال ۲۰۱۰ م. خواستار برخورد حکومت ایران با نژادپرستی علیه اقلیت‌های قومی در ایران شده‌است.
کمیتهٔ رفع تبعیض نژادی سازمان ملل متحد که شامل گروهی متشکل از ۱۸ کارشناس مستقل حقوق بشر است بیان کرد ایران با وجود سرشماری در سال ۲۰۰۷ م. فاقد هرگونه داده در زمینهٔ اقلیت‌های قومی است اما به نظر می‌رسد که مشارکت این افراد در اجتماع کمتر از حد انتظار باشد. این کمیته در ضمن بررسی دوره‌ای معاهدهٔ بین‌المللی مصوب سال ۱۹۶۹ م. از برخورداری محدود حقوق سیاسی، اقتصادی، اجتماعی، فرهنگی و … توسط اعراب، آذری، بلوچ، کرد و دیگر جوامع غیر شهروند در ایران ابراز نگرانی کرده‌است.
در پی جنجال کاریکاتور روزنامهٔ ایران در ۹ مه ۲۰۰۶، روزنامهٔ رسمی نظام جمهوری اسلامی ایران، کاریکاتوری را به همراه مقاله‌ای چاپ کرد که از سوی معترضان چنین تعبیر شده بود که ترک‌ها به شکل سوسک به تصویر کشیده شده‌اند که «زبان انسان‌ها را متوجه نمی‌شدند» اگرچه در پی واکنش‌ها روزنامه ایران توقیف موقت شد و هزاران نفر در آذربایجان برای چندین روز به خیابان‌ها ریختند و خواستار اجرای عدالت شدند، صدها نفر از این افراد دستگیر و چندین نفر در تبریز، نقده، ارومیه، مشکین‌شهر و سایر نقاط کشته شدند. علی‌اصغر احمدی معاون وزیر کشور ایران در امور امنیتی تأیید کرد که این اعتراضات چیزی فراتر از اعتراض به یک روزنامه بود. در واقع دامنهٔ این اعتراضات ریشه در نارضایتی‌های اقتصادی و اجتماعی در آذربایجان داشت که این کینه ناشی از نگرش قوم پارس نسبت به ترک‌های ایران است، این نگرش که در عباراتی مثل «ترک خر» به کار می‌رود و در آن آذری‌ها را «بازوهای» اقتصادی ایران که تحت سلطهٔ «مغز» پارسی قرار می‌گیرند نشان می‌دهد. نگاه تبعیض آمیز از طرف هر یک از قومیت‌ها نسبت به یکدیگر نیز ممکن است اعمال شود.
بر اساس گزارش کنفدراسیون فوتبال آسیا استفاده از واژهٔ «خر» در ترکیب با واژهٔ «ترک» در شعارهای ترک‌ستیزانه بر علیه هوادارن باشگاه‌های فوتبال ترک مورد استفاده قرار می‌گیرد، مثال‌هایی از این شعارها مانند «خر»، «خر، گمشو»، عنوان توهین به کار می‌روند.

### زبان‌زدایی
بر اساس اعلامیهٔ جهانی حقوق بشر سازمان ملل متحد، افراد از هر ملیت یا قومیت حق دارند که به زبان مادری خود تحصیل کنند یا در اماکن خصوصی و عمومی بدون هیچ محدودیت یا تبعیضی از آن استفاده کنند. فدراسیون جهانی جامعه‌های حقوق بشر در سال ۲۰۰۳ م. بنا یه مدارک ارائه شده از سمت دولت ایران بیان می‌کند که به گفتهٔ ایران استفاده از سایر زبان‌ها به جز فارسی در آموزش مجاز است و می‌توان در رسانه‌ها از این زبان‌ها استفاده کرد اما در این میان هیچ بحثی در مورد ایجاد فرصت آموزش به زبان مادری و استفاده از آن به عنوان ابزار آموزشی وجود ندارد و قانون اساسی جمهوری اسلامی ایران اجازه نمی‌دهد که آموزش به زبان‌های دیگر به غیر از فارسی در مدارس انجام شود و در عمل نیز استفاده از این زبان‌ها در رسانه‌ها به راحتی مجاز نیست. زبان‌زدایی قومیت‌ها همواره از سیاست‌های رسمی در ایران بوده‌است، این روند به خصوص در بین سال‌های ۱۹۲۵ م. تا ۱۹۴۱ م. شدت داشته‌است و همچنان ایرانیان مجبورند که تحصیلات خود را تنها به زبان فارسی ادامه دهند. فارسی تنها زبان رسمی در ایران است، کشوری چند زبانه که فارسی تنها زبان مادری نیمی از جمعیت آن بوده‌است. بسیاری از چهره‌های شناخته شدهٔ حقوق اقلیت‌ها در ایران از این اقدامات به عنوان «کشتار زبانی» یاد کرده‌اند. دهه‌ها پیش از شروع نزاع سیاسی علیه سلطهٔ غرب در ایران، ملی‌گرایان ایران با استفاده از ابزار ایدئولوژی دست به تغییر تاریخ، فرهنگ و زبان فارسی برای ساختن یک هویت همگن مدرن ملی پارسی در مقابل هویت اسلامی زدند. آنان در این پروسه به انکار چند قومی بودن، چند زبانی بودن، چند فرهنگی بودن و چند دینی بودن ایرانیان زدند که شرایط مردم ایران در آن زمان بود و از اساس این ایده را نادیده گرفتند که ایرانیان پارس یا پارسی نبوده‌اند بلکه تکه‌هایی متنوع از قومیت، زبان و گروه‌های دینی بوده‌اند که هر گروه نقش تاریخی، فرهنگی، زبانی و دینی خود را در قالب سنت حفظ کرده بود. به گفتهٔ علیرضا اصغرزاده، شهروندان غیرفارسی ایران همواره نژادپرستی زبانی را تجربه کرده‌اند که در آن زبان فرد جایگزین نژادپرستی بر اساس رنگ پوست می‌شود و گویندگان زبان قالب سناریویی را ترتیب می‌دهند که در آن زبان‌های تابع جرم شناخته می‌شوند و در طی این فرایند جرم انگاری هرگونه تلاش برای یادگیری، صحبت کردن، خواندن و نوشتن به به زبان مادری به عنوان رفتاری حاشیه‌ساز و بر اساس جرم و جنایت تلقی می‌شود.به گفته آذرگنشسب ، اصغرازده خود باورهای نژادپرستانه و پانترکیستی دارد.

### قوم‌مداری
مناقشه بر سر مطالبات قومی و چیستی هویت ایرانی در ایران همواره باعث شده‌است که انتقادها به هویت ایرانی توسط افرادی که مطالبات قومی را دنبال می‌کنند با برچسب‌هایی مثل «خائن»، «ایران‌ستیز»، «ضد ایران» یا «تجزیه‌طلب» روبرو شوند و استفاده از برچسب تجزیه‌طلب در ایران یکی از روش‌های مؤثر برای حذف نیروهایی بوده‌است که از مطالبات قومی سخن گفته‌اند. یک تحقیق دانشگاهی که تأثیر جنسیت و تبعیض نژادی روی ازخودبیگانگی تحصیلی دانشجویان دانشگاه‌های ایران را در دو گروه از دانشجویان دختر و پسر و ترک و فارس زبان را مورد مطالعه قرار داده‌است نشان می‌دهد که دختران و ترک زبانان نسبت به پسران و فارس زبانان دارای سطح ازخودبیگانگی تحصیلی بیشتری هستند.
بر اساس تحقیقی در زمینهٔ قوم‌مداری که بر روی هشت قوم ترک، کرد، لر، عرب، فارس، بلوچ، ترکمن و تالش در ایران انجام شده نشان می‌دهد که قوم‌مداری در بین تمام اقوام ایرانی بالاست، در این میان فارس‌ها دارای بیشترین احساس برتری زبانی، لرها دارای بیشترین احساس برتری کاری، ترک‌ها و لرها دارای بیشترین احساس برتری در شجاعت، لرها و تالش‌ها دارای بیشترین احساسات برتری احترامی هستند و تنها ۰٬۲ درصد از این افراد فاقد دیدگاه قوم‌مداری بوده‌اند و ۷ درصد از این افراد دارای گرایش ۱۰۰ درصدی قوم‌مداری هستند. این تحقیق میانگین قوم‌مداری در ایران را ۶۳ درصد عنوان می‌کند و در این میان قوم‌مداری در بین هیچ‌یک از این اقوام کمتر از ۵۰ درصد نیست. اگر چه ادعا می‌شود که تقریباً همهٔ نژادپرستان دارای تمایلات قوم‌گرایی هستند اما الزاماً چنین برتری‌پنداری به دلایل نژادی اتفاق نمی‌افتد.
بر اساس قوانین آمریکا ایرانیان سفیدپوست در نظر گرفته می‌شوند. نسل دوم ایرانیان‌آمریکایی‌تبار در آمریکا اغلب توسط والدین خود به عنوان سفیدپوست شناخته می‌شوند این در حالی است که این دانش‌آموزان توسط همکلاسی‌های خود به عنوان رنگین‌پوست دسته‌بندی می‌شوند، این پدیده به عنوان جلوه‌ای از اسطورهٔ نژاد آریایی دانسته شده که در آن اسطورهٔ آریایی و قوم‌مداری پارسی به چالش کشیده شده‌است. این برداشت معتقد به مهاجرت اقوام آریایی به خارج از هند و سپس راهی شدن آنان به سمت ایران و اروپا است و با معرفی کردن این قوم به عنوان سفیدپوستان واقعی آن را مبنایی برای برتری نژادی می‌داند، این تصور باعث شده‌است که دانش‌آموزان ایرانی‌آمریکایی‌تبار هم با والدین خود که با عقاید آریایی بزرگ شده‌اند احساس بیگانگی کنند و هم با همکلاسی‌های خود که دارای ریشه‌های قفقازی-آمریکایی هستند.
مردم خوزستان در وضعیتی شبیه به مناطق فقیرنشین آفریقا زندگی می‌کنند و با مشکلات سوء تغذیه، بیکاری و بی‌سوادی روبرو هستند، اعراب این مناطق مورد سرکوب سیاسی، تبعیض نژادی، مصادرهٔ زمین، آوارگی اجباری و سیاست‌های یکسان‌سازی اجباری قرار گرفته‌اند و اعتراضات مسالمت‌آمیز، اتحادیه‌های کارگری، روزنامه‌ها و احزاب سیاسی آنان ممنوع شده‌است و کسانی که به نژادپرستی و آزار و اذیت قومی اعتراض داشته‌اند با مجازات اعدام روبرو شده‌اند. با این حال وضعیت اعراب این منطقه به دلیل تبعیض سیستماتیک علیه آن‌ها کمتر گزارش می‌شود.

### نژادپرستی حکومتی
مقامات رسمی ایران، به خصوص علی خامنه‌ای در حالی راجع به نژادپرستی و تبعیض نژادی علیه جوامع سیاه‌پوست حرف می‌زنند که نظام جمهوری اسلامی ایران خود به اعمال نژادپرستانه در داخل ایران ادامه می‌دهد. نمونه‌ای دیگر از نژادپرستی دولتی در ایران سیاست‌های پاکسازی نژادی مردم بومی عرب در منطقهٔ اهواز است.

## تاریخ فرهنگی

### شاهنامه
برخی ابیات شاهنامه چون با ساختن مفهوم «دیگری» و «دیگرسازی» همراه بوده از سوی علیرضا اصغرزاده از جنبهٔ ستم‌نژادی و نابرابری قومی مورد مطالعه قرار گرفته‌است.با این وجود آذرگشنسب باور دارد اصغرزاده خود تاریخ را جعل میکند. در مقابل، اگرچه شاهنامه ایران و ایرانی را تحسین می‌کند اما او همیشه ایرانیان را خوب و غیرایرانیان را بد معرفی نمی‌کند بنابراین هر آنچه که خوب و انسانی تلقی می‌شود مورد تحسین قرار می‌گیرد و حتی اگر ایرانیان آن را رعایت نکنند، مقصر شناخته می‌شوند. به گفتهٔ سید جواد طباطبایی نژاد در شاهنامه به معنای بیولوژیک امروزی نیست و نمی‌تواند معنای نژادپرستانه امروزی داشته باشد زیرا واژه نژاد را امروزه از ترجمه واژه ریس (race) در انگلیسی گرفته‌ایم نه از معنای آن در شاهنامه. همچنین ابوالفضل خطیبی شاهنامه را یک اثر ادبی و ملی و فرانژادی می‌داند.
به گفتهٔ علیرضا اصغرزاده نژادپرستی فرهنگی در ایران در اشکال نگرش‌های فرهنگی و برخوردها، عقاید و رفتارهای مستتر در فرهنگ یک جامعه خود را اعمال می‌کند. برای مثال شعار: «هنر نزد ایرانیان است و بس». که هنر را فقط به ایرانیان اختصاص می‌دهد و غیرایرانیان را بی هنر می‌خواند که به نوعی یک نژادپرستی فرهنگی است، چرا که «دگرسازی» می‌کند و انسان‌ها را به گروه‌های برتر ـ پست‌تر، بافرهنگ ـ بی‌فرهنگ، باتمدن ـ بی‌تمدن و باهنر ـ بی‌هنر تقسیم می‌کند. در مقابل به گفتهٔ محسن هوشمند این بیت را باید در بافت ادبی خود خواند. این بیت از زبان بهرام گور گفته شده‌است و نه از زبان فردوسی. در این بیت نیز اینکه واژه نزد یا نیز درست است اختلاف نظر است. به گفتهٔ او اینگونه رجزخوانیها در جای جای شاهنامه وجود دارد و دشمنان هم برای ایرانیان رجز خوانی می‌کنند و گاهی حتی ایرانیان از خود نیز بدگویی می‌کنند بنابراین بر پایه اینگونه اشعار نمی‌تواند شاهنامه را نژادپرستانه انگاشت.

### بیگانه‌ستیزی
همچنین صادق هدایت و بزرگ علوی از نویسندگان معاصر و پیشگام ایران در آثارشان دارای اشاره‌هایی نژادپرستانه در خصوص عرب‌ها هستند.

### تغییر در زبان فارسی بوسیله ملی‌گرایان
ملی‌گرایی افراطی در دورهٔ قاجار برای انجام اصلاحات خود برنامه‌ای برای اصلاح دولت ایران در آن زمان ارائه نمی‌دهد بلکه به‌طور خاص اصلاحات خود را بر عملیات جابجایی خیالی به بازگشت به ایران پیش از اسلام و چیزی که «خلوص نژادی» معرفی می‌کند می‌شود. از این رو تلاش ملی‌گرایان بر ریشه‌کن کردن ریشه‌های اعراب و اسلام در ایران آغاز می‌شود و چنین برداشت می‌شود که ریشه‌کن کردن چنین عناصر بیگانه‌ای اخلاق آریایی را از «آلودگی‌های سامی» پاک می‌کند و شکوه از دست رفته را به صورت خودکار به ایران بازمی‌گرداند. در طول تاریخ زبان فارسی از تغییر و تحولات جنبش‌های بنیادگرا به دور نبوده‌است، جلال‌الدین میرزا قاجار که خود وامدار اندیشه‌های میزرا فتحعلی آخوندزاده بود و از یک خوانش از زبان فارسی که با نام پارسی سره شناخته می‌شود برای بازگشت به فرهنگ ایرانی پیش از اسلام و پیش از عربی‌سازی حمایت می‌کرد و این موضوع به یک گفتمان در میان ملی‌گرایان عرب‌ستیز در ایران تبدیل شد. به گفتهٔ صادق زیبا کلام، نژادپرستی پارسی علیه اعراب به وضوح در حوزهٔ زبان دیده می‌شود، او تأسیس فرهنگستان زبان و ادب فارسی را برای اجرای طرحی در جهت حذف کلمات عربی از زبان فارسی می‌داند تا کلمات عربی که در فارسی بوده‌اند با آن که در آثار بزرگ ادبی مانند شاهنامه و اشعار مولوی هم که ذکر شده‌اند حذف بشوند.

## تصویر اجتماعی
اعتقاد بر باور نژاد آریایی در میان روشنفکران ایرانی رواج دارد به عنوان نمونه زمانی که تایمز لندن از رضا اصلان نویسندهٔ ایرانی خواست تا نظرش را در مورد اظهارات جری بروکهایمر تهیه کنندهٔ آمریکایی در مورد اینکه «ایرانیان بلوند و چشم آبی بودند تا زمانی که ترک‌ها همه چیز را تغییر دادند» بیان کند، رضا اصلان این مورد را تأیید کرد و در ادامه بیان کرد که ایرانیان آریایی بوده‌اند و «اگر ما به ۱۷۰۰ سال پیش و دورهٔ اسطوره‌ای ایران بازگردیم قیافهٔ ایرانیان شبیه جیک جیلنهال به نظر می‌رسد»

## انکار نژادپرستی
نیما قاسمی، مدرس فلسفه معتقد است که «شرایط ژئوپلیتیکی در ایران و کل منطقه اساساً اجازه طرح اندیشه‌های نژادپرستانه را نمی‌دهد.» در مقابل اما فریبا ناطق، روانشناس، بیان می‌کند که ایدهٔ انکار نژادپرستی در ایران به این دلیل که امکان ظهور گروهای افراطی یا جنبش‌های پرهوادار وجود ندارد خود می‌تواند به عادی شدن و ترویج تبعیض‌های اجتماعی و تعصبات جمعی میدان بیشتری بدهد.

## جهت‌گیری‌های نژادپرستانه

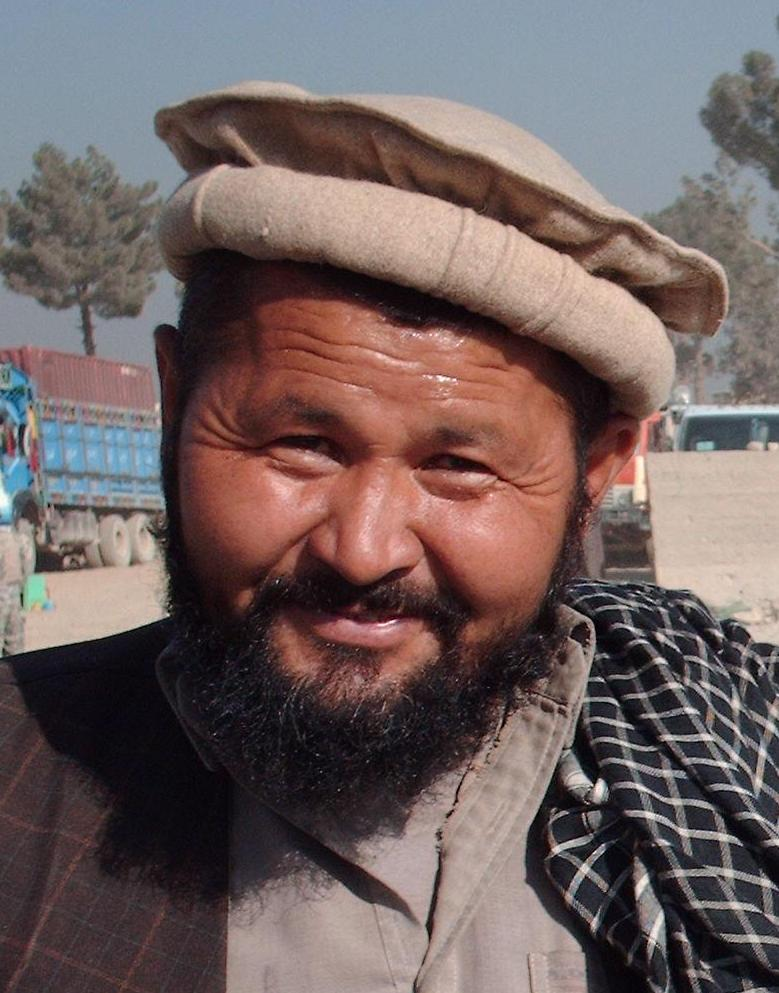
کلاه پکول یکی از کلاه‌های قدیمی دست‌ساز در افغانستان است که نحوهٔ پرداختن به آن در مجموعه ممنوعه به عنوان یک توهین نژادی تعبیر شد.

- شعارهای هواداران باشگاه فوتبال تراکتور در برخی موارد نژادپرستانه انگاشته شده‌است.[۸۶] در بازی با استقلال شعارهایی هواداران تراکتورسازی از سوی ناظران به عنوان شعار نژادپرستانه علیه کردها و بازیکن کرد استقلال وریا غفوری دانسته شده‌است.[۸۷][۸۸] همچنین استادیوم آزادی تهران توسط هواداران تراکتور شعار «مرگ بر فارس» «پارس سگ» «توله سگای کوروش» سر داده شده‌است.[۸۹] در بازیهای والیبال در ارومیه نیز شعارهای نژادپرستانه بر علیه کردها از سوی تماشاگران ترک سر داده شد.[۹۰] در بازی تیم نود ارومیه و مس کرمان نیز هوادارن ترک‌زبان تیم نود شعارهای نژادپرستانه علیه فارس‌ها و کرمانی‌ها سردادند.[۹۱][۹۲]
- بوقچی باشگاه فوتبال فولاد خوزستان سعید باوی نیز به دلیل شعارهای نژادپرستانه در بازی فولاد و پرسپولیس بازداشت شد.[۹۳]
- علی خامنه‌ای، رهبر نظام جمهوری اسلامی، اروپاییان را در تاریخ ۱ اردیبهشت ۱۳۹۲ از نژادهای وحشی معرفی کرد «غربی‌ها، یعنی به خصوص نژادهای اروپایی، نژادهای وحشی‌اند؛ اینها ظاهرشان اتو کشیده و کراوات زده و ادکلن زده و اینهایند امّا همان باطن وحشی‌گری‌ای که در تاریخ وجود داشته هنوز هم در اینها هست؛ راحت آدم می‌کشند، خونسرد جنایت می‌کنند؛ بنابراین کتک زدن زن در داخل خانه به وسیلهٔ آنها و بعد به وسیلهٔ آمریکایی‌ها، بُعدی ندارد.»[۹۴]
- در قسمت ششم از مجموعه ممنوعه که به دلیل قسمتی که در آن شخصیت زن داستان (برکه) برای مجازات باید با کارگر افغان که «سرش بز تراش شده» ازدواج کند، مورد انتقاد در شبکه‌های اجتماعی قرار گرفت و کاربران در شبکه‌های اجتماعی با هشتگ «نه به نژادپرستی» اعتراض کردند. در قسمت دیگری از این سریال در حین اسباب‌کشی باز هم این شخصیت زن داستان هنگام عبور از کنار کارگر افغان با حالتی در صورتش می‌گوید: «بو میده». و در قسمتی دیگر کلاه پکول مورد تمسخر قرار می‌گیرد.[۸۵][۹۵][۹۶]
- در اکتبر سال ۲۰۲۰ م. کنفدراسیون فوتبال آسیا، حرکت شادی عیسی آل‌کثیر، مهاجم عرب ایرانی[۹۷] پرسپولیس، بعد از گل در مقابل تیم فوتبال پاختاکور ازبکستان را که او با انگشتانش چشم‌هایش را کشیده بود نژادپرستانه تشخیص داد و این بازیکن را به مدت ۶ ماه از هرگونه فعالیت ورزشی محروم کرد.[۹۸]
- در یک برنامه تلویزیون ایران مجری برنامه از شرکت کننده ترک خواست گفته‌هایش را برای «اقلیت فارسی‌زبان» بازگو کند. این سخن به عنوان یک توهین نژادپرستانه تعبیر شد و واکنش‌هایی از جمله واکنش وزارت فرهنگ و ارشاد اسلامی را به همراه داشت.[۹۹][۱۰۰]

## در نگاه هنر و رسانه
- شبکهٔ الجزیره مجموعه‌ای کارتون سریالی را به کمک روایت‌هایی از ایرانیان آفریقایی‌تبار در ایران با نام سیاه زیباست تهیه کرده‌است.[۱۰۱]
- بهرام بیضایی، در سال ۱۹۸۶ در فیلم باشو، غریبه‌ای کوچک داستان یک پسربچهٔ ایرانی-آفریقایی‌تبار را به تصویر می‌کشد که بر اثر حملهٔ عراق به مناطق جنوب ایران سر از یک روستا در شمال ایران درمی‌آورد، بیضایی در این فیلم قوم‌گرایی مبتنی بر ملی‌گرایی ایرانی را به نقد می‌کشد و تجربهٔ سیاهان ایران را مورد سؤال قرار می‌دهد.[۱۰۲]

## نگارخانه

تیتر روزنامهٔ حزب سوکا با عنوان «ما نگهبانان این خون و نژادیم»

## یادداشت
1. ↑  Angelita Reyes

## یادکردها
1. ↑  «رشد ملی‌گرایی نژادپرستانه در ایران». رادیو زمانه. ۲۰۱۱-۰۱-۱۰. دریافت‌شده در ۲۰۲۰-۱۱-۱۵.
2. ↑  ماتیاس کونتزل، آلمانی‌ها و ایران- تاریخ گذشته و معاصر یک دوستی بدفرجام، ۳۸.
3. 1 2  «روابط آلمان و ایران، 'یگانگی نژاد آریایی'». BBC News فارسی. ۲۰۰۹-۱۲-۰۶. دریافت‌شده در ۲۰۲۰-۱۱-۳۰.
4. ↑  «Exposing Iran's links to the Nazis». Jewish Telegraphic Agency (به انگلیسی). ۲۰۰۵-۱۲-۱۹. دریافت‌شده در ۲۰۲۰-۱۲-۲۳.
5. ↑  شوکت، حمید. «برنامهٔ فارسی رادیو برلن در جنگ جهانی دوم». IranNamag. دریافت‌شده در ۲۰۲۰-۰۹-۱۸.
6. ↑  «آیا 'پرشیا' برای خوشایند هیتلر 'ایران' شد؟». BBC News فارسی. دریافت‌شده در ۲۰۲۰-۰۹-۱۹.
7. ↑  Welle (www.dw.com)، Deutsche. «تاریخچه تبلیغات نژادی و نفوذ آلمان در دوران جنگ جهانگیر دوم در ایران (قسمت دوم) | DW | 19.11.2004». DW.COM. دریافت‌شده در ۲۰۲۰-۱۱-۱۵.
8. ↑  Halliday, Arabs and Persians.‏
9. ↑  Malik, Soviet-American Relations, 411.‏
10. ↑  Zia-ebrahimi, The Emergence of Iranian Nationalism, 49–50.‏
11. ↑  Zia-ebrahimi, The Emergence of Iranian Nationalism, 55–57.‏
12. 1 2  «عرب ستیزی در ایران؛ قوم مدارانه یا بازتاب نژادپرستی فرهنگی؟». BBC News فارسی. ۲۰۱۵-۰۴-۱۹. دریافت‌شده در ۲۰۲۰-۰۹-۱۶.
13. ↑  "Race Is Real, But It's Not Genetic". Discover Magazine (به انگلیسی). Retrieved 2020-11-13.
14. ↑  The American Journal of Human Genetics, “ASHG Denounces Attempts to Link Genetics and Racial Supremacy”, 636.
15. ↑  «نژادپرستی چه اشکالی دارد؟». BBC News فارسی. ۲۰۱۵-۰۴-۱۶. دریافت‌شده در ۲۰۲۰-۰۹-۱۶.
16. ↑  "There's No Scientific Basis for Race—It's a Made-Up Label". Magazine (به انگلیسی). 2018-03-12. Retrieved 2020-11-10.
17. ↑  Navid Ghani (2020-11-04). "Encyclopedia of Race, Ethnicity, and Society". SAGE Publications Inc (به انگلیسی). p. 1113. Retrieved 2020-11-08.
18. ↑  Zia-Ebrahimi، ‘Arab invasion’ and decline, or the import of European racial thought by Iranian nationalists، 1043–1061.
19. 1 2  «ایرانیان؛ نژادپرست، ناسیونالیست، بیگانه‌ستیز یا هیچ‌کدام؟». DW.COM. ۲۰۱۵-۰۵-۰۶. دریافت‌شده در ۲۰۲۰-۰۹-۱۳.
20. ↑  «Same old sneers». The Economist. ۲۰۱۲-۰۵-۰۵. شاپا 0013-0613. دریافت‌شده در ۲۰۲۰-۱۱-۲۱.
21. ↑  "Alleged Assault On Iranian Teens Stokes Anti-Arab Sentiment". RadioFreeEurope/RadioLiberty (به انگلیسی). Retrieved 2020-11-21.
22. ↑  Rahimieh, Iranian Culture: Representation and Identity, 133.
23. ↑  Daryaee, Food, Purity and Pollution: Zoroastrian Views on the Eating Habits of Others, 232-233.
24. ↑  «علی بترانی: یک سرگذشت». بنیاد عبدالرحمن برومند. دریافت‌شده در ۲۰۲۰-۱۲-۲۳.
25. 1 2  "Immunity through Impunity: Hypocrisy and Systemic Racism in Iran's Legal System". The Washington Institute (به انگلیسی). Retrieved 2020-12-23.
26. ↑  Department Of State. The Office of Electronic Information, Bureau of Public Affairs. "Iran". 2001-2009.state.gov (به انگلیسی). Retrieved 2020-12-23.
27. ↑  Rubin، By Michael. «Iran's hypocrisy in condemning U.S. racism (Opinion)». CNN. دریافت‌شده در ۲۰۲۰-۱۱-۲۶.
28. ↑  «انتقاد گسترده از رفتار «نژادپرستانه» کریمی با بازیکن رنگین‌پوست». رادیو فردا. دریافت‌شده در ۲۰۲۰-۱۲-۲۴.
29. 1 2  Fare network, 12.
30. ↑  Mirzai، «African presence in Iran: identity and its reconstruction»، 2002.
31. ↑  «نگاهی به پیشینه حاجی فیروز یا "خواجه پیروز"». خبرگزاری مهر. ۲۰۱۴-۰۳-۱۴. دریافت‌شده در ۲۰۲۰-۰۹-۲۵.
32. ↑  «جامعهٔ ایرانیان آفریقائی‌تبار: ماورای چهرهٔ سیاه حاجی فیروز، برده داری و موسیقی بندری». Ajam Media Collective (به انگلیسی). ۲۰۱۹-۰۴-۰۳. دریافت‌شده در ۲۰۲۰-۰۹-۲۵.
33. ↑  Reyes, “Performativity and representation in transnational blackface”.
34. ↑  «بخشنامه شهرداری تهران روی «حاجی فیروز» را سفید کرد». ایرنا. ۳ فروردین ۱۴۰۰.
35. ↑  Rostami-Povey، Afghan Refugees in Iran, Pakistan, the U.K. , and the U.S. and Life after Return: A Comparative Gender Analysis، 245–246.‏
36. ↑  «برگ‌هایی از فرهنگ و هنر افغانستان - مشکلات افغانها در ایران، از دید یک روشنفکر ایرانی». ار. اف. ای - RFI. ۲۰۱۳-۰۵-۱۹. دریافت‌شده در ۲۰۲۰-۰۹-۱۵.
37. ↑  «زخم دیرینه نژادپرستی ایرانیان بر پیکر افغان‌ها». ایندیپندنت فارسی. ۲۰۲۰-۰۶-۰۵. دریافت‌شده در ۲۰۲۰-۱۱-۱۵.
38. ↑  نادر، زهرا (۲۰۲۰-۰۶-۲۳). «دیدگاه: «به عنوان مهاجر افغان در ایران با ترس و تحقیر بزرگ شدم»». دویچه وله. دریافت‌شده در ۲۰۲۱-۰۵-۲۹.
39. ↑  «عرب ستیزی در ایران؛ قوم مدارانه یا بازتاب نژادپرستی فرهنگی؟». BBC News فارسی. ۲۰۱۵-۰۴-۱۹. دریافت‌شده در ۲۰۲۱-۰۶-۰۲.
40. ↑  صادق زیباکلام (۲۴ اردیبهشت ۱۳۹۱). «باید بر دستان مهاجرین افغانی در ایران بوسه زد». وبگاه شخصی صادق زیباکلام. بایگانی‌شده از اصلی در ۲۵ ژانویه ۲۰۱۸. دریافت‌شده در ۲۰۲۱-۰۵-۳۰.
41. ↑  «ممنوعیت بحث‌برانگیز ورود افغان‌ها به پارکی در اصفهان». BBC News فارسی. ۲۰۱۲-۰۴-۰۱. دریافت‌شده در ۲۰۲۰-۰۹-۱۵.
42. ↑  «نگرش ایرانیان به مهاجران افغانستانی». روزنامه شرق. ۱۳ خرداد ۱۳۹۹. بایگانی‌شده از اصلی در ۲ ژوئن ۲۰۲۱. دریافت‌شده در ۱ ژوئن ۲۰۲۱.
43. ↑  Asgharzadeh, Iran and the Challenge of Diversity, 4.‏
44. 1 2 3  «نژاد، نژادپرستی و اشکال آن در ایران معاصر». شهروند. ۲۰۱۱-۱۲-۰۸. دریافت‌شده در ۲۰۲۰-۰۹-۲۲.
45. ↑  «ETHNIC MINORITIES». Human Rights Watch. ۱۰ ژوئن ۱۹۹۷.
46. ↑  Staff, Reuters (2010-08-27). "UN urges Iran to tackle racism" (به فرانسوی). Archived from the original on 27 November 2020. Retrieved 2020-11-22.
47. 1 2  "U.N. urges Iran to tackle racism" (به انگلیسی). 2010-08-27. Archived from the original on 11 February 2020. Retrieved 2020-09-20.
48. ↑  Asgharzadeh, Iran and the Challenge of Diversity, 19.‏
49. ↑  «Minority Report». Vancouver Sun (به انگلیسی). دریافت‌شده در ۲۰۲۰-۱۱-۰۷.
50. ↑  "Iranian Azeris:". www.washingtoninstitute.org (به انگلیسی). Retrieved 2020-11-07.
51. ↑  "Iranian Azeris: A Giant Minority". The Washington Institute (به انگلیسی). Retrieved 2020-12-24.
52. ↑  «با این رسوایی کدام همدلی، کدام اتحاد؟ دربارهٔ گرایشات فاشیستی و کردستیزانه در میان ناسیونالیستهای ترک آذربایجان». تریبون زمانه. دریافت‌شده در ۲۰۲۰-۱۱-۰۲.
53. ↑  «OHCHR | Declaration on Minorities». www.ohchr.org. دریافت‌شده در ۲۰۲۰-۱۱-۰۷.
54. ↑  International Federation for Human Rights. THE HIDDEN SIDE OF IRAN: Discrimination against ethnic and religious minorities (PDF) (به انگلیسی). p. 9.
55. ↑  Alireza Asgharzadeh. Reinforcing Racism: The Dominant Discourse and Praxis (به انگلیسی). p. 119.
56. ↑  "How Iran's New Education Proposal Silences and Criminalizes Non-Persian Languages". www.washingtoninstitute.org (به انگلیسی). Retrieved 2020-11-22.
57. ↑  Kia, Mehrdad (1998). "Persian Nationalism and the Campaign for Language Purification". Middle Eastern Studies. 34 (2): 9–36. ISSN 0026-3206.
58. ↑  Asgharzadeh, Iran and the Challenge of Diversity, xii, xi, xi.‏
59. ↑  Asgharzadeh, Iran and the Challenge of Diversity, 136.‏
60. ↑  . azargoshnasp https://www.azargoshnasp.net/recent_history/atoor/responseasgharzadeh/asghrazadehresponse.htm#_Toc217926658. پارامتر |عنوان= یا |title= ناموجود یا خالی (کمک)
61. ↑  شفیعی، محمد جواد (۲۰۱۹-۰۲-۰۲). «چهل سالگی انقلاب ۵۷؛ مطالبات قومی و بحران هویت ملی». euronews. دریافت‌شده در ۲۰۲۰-۱۱-۰۷.
62. ↑  Mahmoudi et al, 594–607.
63. ↑  یوسفی و  اصغرپور ماسوله.
64. ↑  https://en.m.wikipedia.org/wiki/White_Americans
65. ↑  "Iranian-American Author Stretches The Limits of Whiteness". www.chicagomaroon.com (به انگلیسی). Archived from the original on 20 September 2020. Retrieved 2020-11-08.
66. ↑  Tatchell، Peter (۲۰۰۷-۱۰-۲۶). «Iran's anti-Arab racism» (به انگلیسی). The Guardian. شاپا 0261-3077. دریافت‌شده در ۲۰۲۰-۱۱-۱۰.
67. ↑  "Iran's Ahwazi Arab minority: dissent against 'discrimination'". Middle East Eye édition française (به فرانسوی). Retrieved 2020-11-10.
68. ↑  «UNPO: Ahwazi: Ethnic Cleansing in Full Force in Iran». unpo.org. دریافت‌شده در ۲۰۲۰-۱۱-۱۲.
69. ↑  Asgharzadeh, Iran and the Challenge of Diversity, 4.‏
70. ↑  . آذرگنشسب https://www.azargoshnasp.net/recent_history/atoor/responseasgharzadeh/asghrazadehresponse.htm#_Toc217926658. پارامتر |عنوان= یا |title= ناموجود یا خالی (کمک)
71. ↑  Abbaspoor-Esfeden, 35.
72. ↑  «جواد طباطبایی: نژاد در شاهنامه به معنای بیولوژیک امروز نیست». شاهنامه پژوهان.
73. ↑  «جواد طباطبایی: تاریخ جهان با ایران آغاز می‌شود/ تعبیر «ایران» جعل رضاشاه نیست». عصر ایران.
74. ↑  «در گفت و گوی اختصاصی با ایرنا:اندیشهٔ شاهنامه فردوسی، نژاد پرستانه نیست». ایرنا.
75. ↑  «هنر نزد ایرانیان است و بس؟». فرهنگ امروز.
76. ↑  «فردوسی توسی، مهدویان و عدم مطالعه و خردگریزی». مگیران-روزنامه شرق. ۲۳ بهمن ۱۳۹۶.
77. ↑  «عرب‌ستیزی ایرانی یا اعراب ایران‌ستیز؟». رادیو فردا. دریافت‌شده در ۲۰۲۰-۰۹-۱۵.
78. ↑  Dabashi, Hamid. "Overcoming the Arab-Persian divide: On bigotry and racism". www.aljazeera.com (به انگلیسی). Retrieved 2021-04-08.
79. ↑  Reza Zia-Ebrahimi. The Emergence of Iranian Nationalism: Race and the Politics of Dislocation (به انگلیسی). p. 6.
80. ↑  «ملی‌گرایی باستان‌گرا و جنبش سره‌نویسی / مجتبی شهرآبادی». www.cgie.org.ir. دریافت‌شده در ۲۰۲۰-۱۱-۲۲.
81. ↑  «Parsig and Pahlavi: Why some Persians are trying to revive a medieval language». Ajam Media Collective (به انگلیسی). ۲۰۱۸-۰۱-۰۸. دریافت‌شده در ۲۰۲۰-۱۰-۰۷.
82. ↑  «Hatred of Arabs deeply rooted in Persians, says Iranian intellectual». العربیة (به عربی). ۲۰۱۱-۱۰-۰۹. دریافت‌شده در ۲۰۲۰-۱۰-۰۲.
83. ↑  "Iranian Identity, the 'Aryan Race,' and Jake Gyllenhaal". FRONTLINE - Tehran Bureau (به انگلیسی). Retrieved 2020-11-10.
84. 1 2  «ایرانی آریایی و «حزب نازی ایران»، چالش نژادپرستی و تبعیض». رادیو زمانه. ۲۰۱۶-۱۰-۱۷. دریافت‌شده در ۲۰۲۰-۰۹-۱۸.
85. 1 2  «ممنوعه؛ تحقیر نژادی افغان‌ها یا مخالفت با نژادپرستی؟». BBC News فارسی. دریافت‌شده در ۲۰۲۰-۰۹-۲۰.
86. ↑  «متن و حاشیه تراکتورسازی-استقلال؛ خیز بلد آبی‌ها و شعارهای نژادپرستانه در تبریز!». فرارو.
87. ↑  «خیز بلند آبیها و شعارهای نژادپرستانه در تبریز». وبسایت شعار سال. دریافت‌شده در ۲۳ دسامبر ۲۰۲۰.
88. ↑  «بازی استقلال و تراکتورسازی؛ از واکنش علی دایی تا "انتقام اردوغان"». دویچه‌وله. ۴ نوامبر ۲۰۱۹. دریافت‌شده در ۲۳ دسامبر ۲۰۲۰.
89. ↑  «شعار "مرگ بر فارس" در ورزشگاه آزادی، نشانه بحران قومیتی در ایران». العربیه. ۸ مارس ۲۰۱۶. دریافت‌شده در ۲۳ دسامبر ۲۰۲۰.
90. ↑  «لزوم برخورد سازمان لیگ والیبال با شعارهای نژادپرستانه». شفقنا. دریافت‌شده در ۲۳ دسامبر ۲۰۲۰.
91. ↑  «واکنش رسانه‌های کرمان به شعارهای زشت ورزشگاه ارومیه: شعار و فحاشی به کدام دلیل؟!». باشگاه فرهنگی ورزشی مس کرمان. دریافت‌شده در ۲۳ دسامبر ۲۰۲۰.
92. ↑  «علیرضا ابراهیمی: مردم ارومیه فرهنگ‌شان را نشان دادند/ مردم کرمان نجیب هستند». فرتاک ورزشی. دریافت‌شده در ۲۳ دسامبر ۲۰۲۰.[پیوند مرده]
93. ↑  «بوقچی فولاد در اهواز بازداشت شد». خبرگزاری دانشجو. ۲۰ آبان ۱۳۹۸. دریافت‌شده در ۲۳ دسامبر ۲۰۲۰.
94. ↑  «تنفر آیت‌الله خامنه‌ای از غرب و اینک نژادپرستی». رادیو فردا. دریافت‌شده در ۲۰۲۰-۰۹-۱۳.
95. ↑  «ممنوعه؛ سریال پرمخاطبی که به افغان‌ها توهین می‌کند». IranWire. دریافت‌شده در ۲۰۲۰-۰۹-۲۰.
96. ↑  «سریال ممنوعه باز هم حاشیه‌ساز شد». رادیو زمانه. ۲۰۱۹-۰۲-۲۸. دریافت‌شده در ۲۰۲۰-۰۹-۲۰.
97. ↑  «عیسی آل کثیر عرب و ایرانی است». ایران ورزشی آنلاین. بایگانی‌شده از اصلی در ۱۸ ژانویه ۲۰۲۲.
98. ↑  «محرومیت بازیکن کلیدی پرسپولیس به اتهام شکلک 'نژادپرستانه'». BBC News فارسی. دریافت‌شده در ۲۰۲۰-۱۰-۲۶.
99. ↑  «تفرقه افکنی قومی این بار روی آنتن شبکه یک». فرارو.
100. ↑  «واکنش وزارت ارشاد به "اقلیت" خواندن فارسی زبانان در صدا و سیما». ایرنا.
101. ↑  Mahichi, Behdad. "'We are part of the tapestry': Black Iranians launch collective". www.aljazeera.com (به انگلیسی). Retrieved 2020-10-01.
102. ↑  «Blackness on the Iranian Periphery: Ethnicity, Language, and Nation in Bashu, the Little Stranger». Ajam Media Collective (به انگلیسی). ۲۰۱۵-۰۹-۲۳. دریافت‌شده در ۲۰۲۰-۱۰-۰۱.